# Rivière Jolicœur
Pour les articles homonymes, voir Jolicoeur.
La rivière Jolicœur est un affluent du littoral est de la baie James. Ce cours d'eau coule dans la municipalité de Eeyou Istchee Baie-James, dans la région administrative du Nord-du-Québec, au Québec, au Canada.

## Géographie
La rivière Jolicœur prend sa source dans un petit lac sans nom (altitude : 243 m) entouré d'une zone de marais à l'ouest du lac Kamaministikuch et à l'est du lac Namepi, au nord du lac Mirabelli, près de la "route de la Baie James".
La rivière Jolicœur coule sur 142 km vers l'ouest, répartis dans les segments suivants :
- 28,9 km vers le sud-ouest en recueillant les eaux de la décharge du lac Namepi et du lac Kanisukamwawesteko, jusqu'aux environs de la zone nord du lac Mirabelli (altitude : 189 m) ;
- 18,6 km vers l'ouest jusqu'au début d'une importante zone semi-maracageuse ;
- 35,7 km vers l'ouest jusqu'au début d'une importante zone de marais ;
- 38,8 km vers l'ouest en zone de marais ;
- 20,0 km vers le nord en zone de marais, où elle recueille les eaux de la rivière Jolicœur Nord-Est (venant de l'est), pour se déverser sur la bature de la rive Est de la baie James.

Les cours d'eau voisins de la rivière Jolicœur sont :
- côté nord : rivière Eastmain, rivière à l'Eau Froide ;
- côté sud : rivière Pontax.

Le principal affluent de la rivière Jolicœur est la rivière Jolicœur Nord-Est dont l'embouchure est à 10,0 km de l'embouchure de la rivière Jolicœur. La partie basse de cet affluent coule surtout en zone de marais, plus ou moins en parallèle (côté nord) de la rivière Jolicœur.

## Toponymie
Le terme "Jolicœur" constitue un patronyme de famille d'origine française.
Le toponyme rivière Jolicœur a été officialisé le 15 décembre 1968 à la Banque des noms de lieux de la Commission de toponymie du Québec.